# Municipio de Caxhuacan
El municipio de Caxhuacan (AFI: [kaʃ'wakan]) es uno de los 217 municipios que constituyen el estado mexicano de Puebla; su nombre se interpreta como Lugar de cajetes, Lugar donde se hallan los poseedores de Cajetes, que deriva del vocablo totonaca kaxkawa. En totonaco, la lengua nativa del municipio, "Kalakgajna" es la traducción literal. Su cabecera es la localidad de Caxhuacan. Se encuentra localizado al norte del estado y aproximadamente 243 km al norte de la ciudad de Puebla. Cuenta con una extensión territorial de 20.41 km². Según los resultados del Censo de Población y Vivienda de 2010, el municipio tiene 3,791 habitantes, de los que 1,404 son hombres y 1,560 son mujeres.

## Historia
Fue fundado por grupos totonacas bajo el altepetl de la Guitlalpa –actualmente Hueytlalpan-, se desconoce la fecha; fueron sometidos a la triple alianza (México-Texcoco-Tlacopan) y sujetos a la provincia tributaria de Tlatlauquitepec. La principal ventaja ecológica de la región totonaca ha sido alta productividad de sus tierras durante todo el año, permitiendo tener dos cosechas de maíz; curiosamente esta fortaleza fue la principal razón de las recurrentes invasiones chichimecas y de la conquista mexica, que vieron a la región totonaca como reserva estratégica de alimentos.
Existen indicios de actividad antropogénicas cuya edad no ha sido datada –presencia de muros de piedra o tecorrales, trozos de vasijas de barro cocido, muy cerca de un manantial- en una gruta conocida como Kgaltziyat (lugar de ratones), aguas abajo del "Lankgapuxka" o Barranca Grande, cercana al río Zempoala, bajo el cerro denominado Chiwixkgol (Piedra Vieja) posiblemente del Epiclásico o incluso antes. Las poblaciones vecinas de Jonotla, Tuzamapan y San Juan Ocelonacaxtla fueron fundadas cientos de años antes de la conquista española. La tradición oral narra que los primeros pobladores llegaron del oriente hacia el actual territorio de Caxhuacan mucho antes de la llegada de los españoles, se asentaron en la gruta Kgaltsiya inicialmente, después se movilizaron hacia la parte alta y montosa del cerro Kajakan pero debido a la falta de agua se asentaron en otro lugar al suroeste conocido también como Kgaltziyat (sin ser el mismo manantial antes citado), de ahí se trasladaron a un manantial denominado Xalan o Lugar Bueno donde permanecieron un tiempo, al norte de donde se ubica actualmente la población, abandonaron el lugar por la frecuencia de derrumbes;  de este sitio pasaron a asentarse nuevamente al lugar denominado Kaxkawa o Kaxkawanin (Lugar Montoso) en la ladera norte del cerro Kajakán, donde actualmente se ubica la población;. De acuerdo con la tradición oral, de una posible traducción errónea al náhuatl adquirió la denominación inicial de "Caxoaca", que derivó en el actual nombre, en el año de 1520 con la llegada de ocho españoles enviados por Cortés en compañía de traductores náhuatl. Durante las políticas novohispanas de congregaciones en 1550 la población se reasentó donde está actualmente, en los Títulos del Pueblo, en 1709, existe aún memoria de la congregación de Caxhuacan.
Después de la alianza y vasallaje con los españoles, en la primera audiencia de la Nueva España, los tributos fueron encomendados a Don Pedro Cintos de Portillo y Hernando de Salazar, soldados de Cortés que tuvieron la Encomienda de Tlatlauquitepec, Xonotla y Hueytlalpan. El primero renunció a las encomiendas cuando ingresó como fraile franciscano entre 1528 y 1532, mientras que el segundo murió en la década de 1530, siendo entonces que los tributos pasaron directamente a la Corona Española.
En las Relaciones Geográficas de la Diócesis de Tlaxcala, en el año de 1569 se manifiesta al pueblo de San Francisco Caxuacan como estancia sujeta a la cabecera de Uitlalpa (Hueytlalpan) a seis leguas, con 110 tributarios (cada tributario era la cabeza de la familia), hablantes de totonaco y mexicano. Este es uno de los documentos más antiguos donde se registra por escrito la población de Caxhuacan.
También se menciona a Santa Catarina (Coniapa), a cuatro leguas de la cabecera Hueytlalpan, con 200 tributarios. Sin embargo esta población fue abandonada y solo quedó una iglesia en ruinas; hacia 1710 se menciona como un sitio abandonado -iglesia- en ruinas, posiblemente fue abandonada a causa de las epidemias del siglo XVI y XVII. En el documento se hace la observación siguiente: "la gente y naturales desta tierra viven sanos es tierra a donde tienen abundosamente todo el negesario a su sustentagion y no salen de su tierra a buscar lo Ut gesarío para buscar y pagar su tributo, que en su tierra tienen todo recaudo".
En 1569 que se declaró una gran epidemia que afectó a toda la región de 1569 a 1581, presentándose nuevamente en la primera mitad del siglo XVII, lo cual provocó una gran mortalidad en la región e incluso abandono de poblaciones, como Santa Catarina Coniapa y San Cristóbal Lipaskgon, de este último no se tienen registros en este documento, sino aparece citado en los Títulos originales de composición de tierras de Caxhuacan, hacia 1710. Se manifiesta que en un lugar llamado "San Cristóbal", 2 kilómetros al norte de Caxhuacan, existía una población homónima cuya desaparición se atribuye a una epidemia, y algunas familias se fueron a establecer en el lugar que hoy ocupa el pueblo. La datación de esta epidemia, según diversas fuentes inicia después de 1569 y se presentó una etapa muy virulenta del año 1569 a 1581, una segunda de 1608 al 1660, lo cual provee un periodo para situar este evento que aún permanece en la memoria de los pobladores de Caxhuacan.
En el documento de los Títulos originales de composición de tierras y linderos del pueblo de San Francisco Caxhuacan, solicitados y obtenidos por el Sr. Mateo Nava, en representación de los vecinos del pueblo de Caxhuacan el 9 de agosto de 1869 se manifiesta lo siguiente:
"El día 6 de septiembre de 1710, se presentaron ante la Jurisdicción de Zacatlán y el representante de S.M. Felipe V, rey de España, el alcalde San Francisco "Caxguacan", Juan Méndez y el regidor Andrés Rodríguez a manifestar los linderos y mojoneras del pueblo de Caxhuacan, doctrina de Hueytlalpan y jurisdicción de Zacatlán."

En dicho documento se manifestó también la unión anterior del pueblo de Xpttobal (San Cristóbal) por "habérseles caído su iglesia", así como también que juntos –gente de San Francisco Caxhuacan y San Cristóbal- han labrado una iglesia grande de cal y canto con su presbiterio; este quizá sea el dato más antiguo que se tiene de la fecha de la iglesia del pueblo, construida con anterioridad a 1708, cuya construcción posiblemente data del siglo XVI después de las congregaciones.

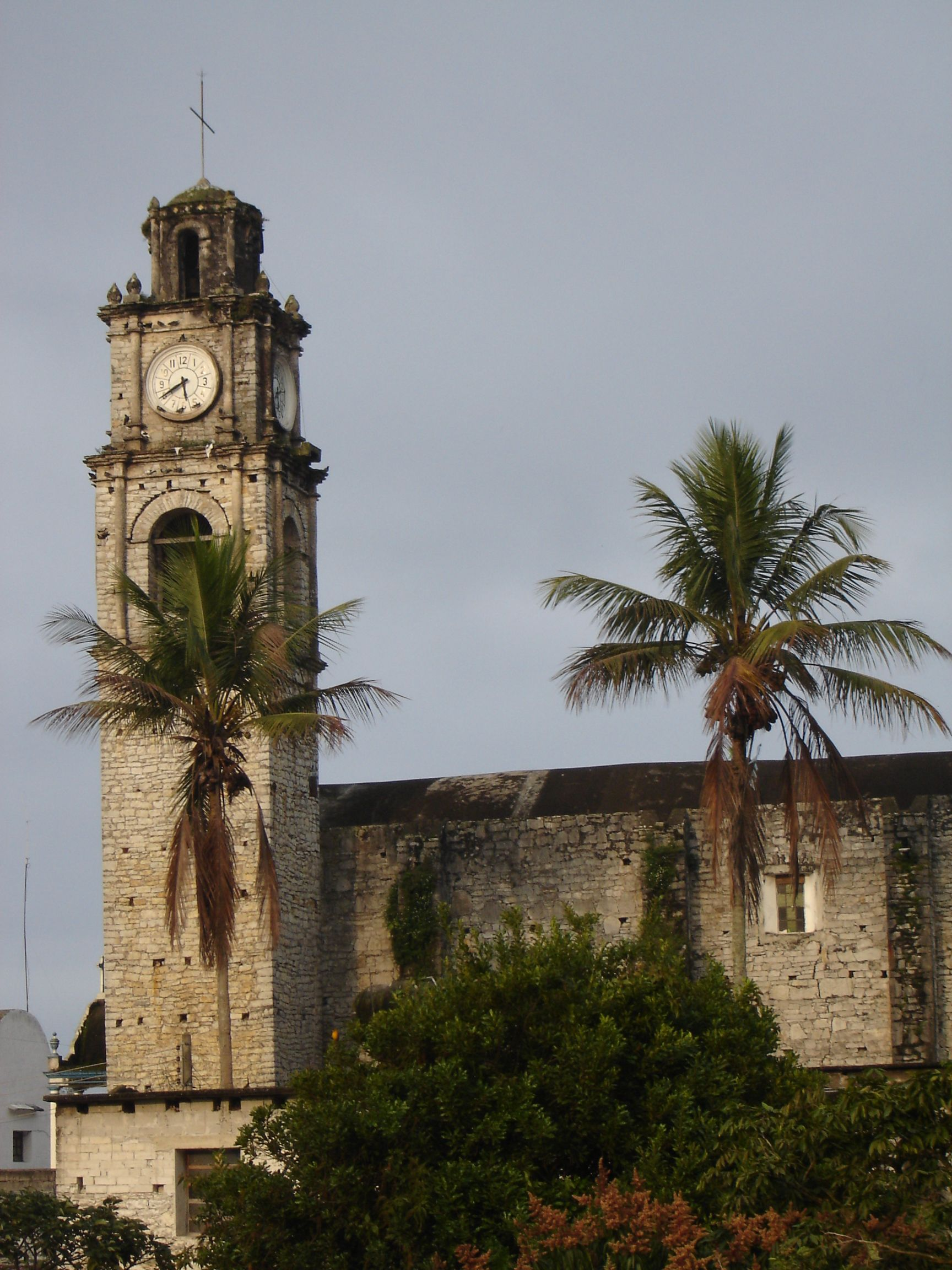
Iglesia de San Francisco de Asís en Caxhuacan

También se menciona a Lorenzo Juárez, como escribano de Caxhuacan. Se anota que el Sr. Francisco Lovvatto fue enviado como intérprete, ya que la mayor parte de la población hablaba la lengua nativa, el totonaco. Entre las familias que ya se encontraban habitando la población en el siglo XVIII se mencionan los apellidos Luna, Vega, Méndez, Juárez, Castañeda y Rodríguez.
Hacia 1717, de acuerdo con el archivo parroquial de San Miguel Atlequizayán, la parroquia originalmente residía en esta población y de la cual dependía Caxhuacan; se ignora la causa y la fecha en que se trasladó a Caxhuacan pero de acuerdo al archivo parroquial de este, se denominó parroquia a principios del siglo XX, sin la debida ceremonia hasta 2018. En el año de 1739 Caxhuacan se convirtió en el décimo pueblo que se separó oficialmente de Hueytlalpan, por quejas contra los oficiales de la república de la cabecera, siendo junto con Huehuetla (1715), de los últimos pueblos antes sujetos en separarse, y pasó a depender entonces eclesiástica y jurisdiccionalmente de Atlequizayán. En 1750 estuvo bajo la jurisdicción eclesiástica de Zacatlán. Y en el siglo XIX al antiguo distrito homónimo.
En el año de 1751 se citó a los pueblos colindantes a San Francisco Caxhuacan para hacer la restitución de tierras despojadas por vecinos de San Juan Ocelonacaxtla y se dio posesión física de los linderos del pueblo. Estos títulos fueron entregados en 37 fojas y las diligencias en 20 fojas en papel oficial de la Corona a los representantes de Hueytlalpan, entonces cabecera y doctrina principal de Caxhuacan. En aquel entonces se cita "indios de razón" en la población, que a diferencia de la actual interpretación racista, el término hacía referencia a personas que sabían leer y escribir.
El 7 de diciembre de 1825, Caxhuacan pasó a la municipalidad de San Miguel Atlequizayán, bajo la Constitución promulgada ese año en el Estado, donde la ordenación del territorio siguió en gran medida la configuración colonial, basada en ámbitos religiosos. 
En el año de 1869, Mateo Nava, un criollo avecindado en la localidad y que participó con el Partido de la Montaña en la batalla del 5 de mayo de 1863 junto con otros habitantes de la región, solicitó en nombre de la comunidad, los Títulos virreinales del Pueblo para reconocer y administrar las tierras como corporación municipal, es decir, como tierras comunes para adjudicación directa por usos y costumbres, o susceptible a través de la Ley de Desamortización de Bienes del Clero, de la Iglesia y de las Corporaciones, del año de 1857 (Ley Lerdo). 
El 5 de julio de 1880 se separó de San Miguel Atlequizayán para integrarse a la municipalidad de Huehuetla. En ese mismo año, en Caxhuacan se reporta una escuela primaria para varones con una matrícula de 50 alumnos, tanto mestizos como indígenas, establecida en la casa municipal. También colaboró con la cabecera municipal con pagos propios para la construcción del palacio municipal en la cabecera, la construcción del camino real a San Juan Ocelonacaxtla y el costo de la mitad del puente del Tehuancate. En 1893 se estableció la escuela primaria para mujeres. En 1908 fué director de la escuela primaria mixta el profesor hidalguense Roberto Quiróz Martínez, ilustre escritor y periodista revolucionario.
En la década de 1880 inició el proceso de adjudicación de tierras por los habitantes de la población, debido a que la población en general se conocía el procedimiento de denuncia de tierras, la mayor parte de las tierras del común fue adjudicada a sus poseedores de manera equitativa por manifestación de la gente de la población, evitando los agravios y despojos de tierras que sufrieron la mayor parte de las poblaciones vecinas a manos de caciques, generalmente de familias mestizas recién llegadas de otras poblaciones, con excepción de 90 hectareas de las mejores tierras de la población, que fueron adjudicadas al general Juan Francisco Lucas, probablemente como "pago" por el reparto equitativo.
En 1910, el Sr. Braulio González logró con el apoyo de la comunidad la introducción del agua potable y distribución por pilas o fuentes de agua, abastecido desde el manantial Kalitsope en la vecina población de San Juan Ozelonacaxtla. Algunos ciudadanos de Caxhuacan se unieron a la revolución en distintas facciones, se sabe de personas como Juan Castañeda Manzano, Juan Vázquez Vázquez y Alberto Castañeda Juárez. Esta guerra no llegó a la región, sino por gavillas de asaltantes que se hacían pasar como revolucionarios para atacar pueblos.
Hacia el año de 1913, un incidente en la escuela primaria pone de manifiesto que la educación formal no era accesible a la gente indígena adulta. Para 1925 la escuela de Caxhuacan ya es de orden federal y acuden a ella gente tanto indígena como mestiza, a diferencia de la escuela de la cabecera, reservada exclusivamente a gente mestiza. Entre 1910 y 1930, fueron directores de la misma los ciudadanos Frumencio Castañeda, Filogonio Domínguez y Carlos Méndez, en la escuela también aprendían el cultivo de frutales, hortalizas, apicultura y la comercialización de sus productos, como parte de un programa nacional establecido por José Vasconcelos a fines de la década de 1920. En la década de 1930 la escuela federal desaparece y se instala una de tipo particular en el curato del pueblo. Dicha escuela solo atendía hasta tercer grado.
En 1935 algunas familias solicitan la formación de un ejido en Caxhuacan, en 1940 se dictó la resolución de conformar el ejido "Caxhuacan" con 138 hectáreas, afectando 89 hectáreas que pertenecieron a Juan Francisco Lucas y denominadas "Potrero de Xochiapulco" y 40 hectáreas del potrero "Cajinanin" propiedad de la Srita. Saturnina Gómez Mejía, de Huehuetla.
En 1949, se instaló el reloj "Centenario" del campanario, con un costo de $ 15,000, obtenido en Zacatlán, para lo cual se pidió la cooperación de $ 200 a las familias del pueblo, siendo parte del comité los señores Heriberto Castañeda, Juan Méndez y Jacinto Luna. Ese mismo año inició el proceso de segregación municipal de Caxhuacan, organizada por los señores Ezequiel Nava Ruano, Miguel Vega, Fidel Castañeda, Alfonso Castañeda, Jacinto Luna Hernández y Francisco Ramírez Vázquez, apoyados políticamente por el Sr. Abelardo Bonilla y con el apoyo de la población de Caxhuacan. Se realizaron distintas gestiones en el gobierno estatal y cabildeos en el Congreso del Estado para lograr que la propuesta fuera agendada. 
El 28 de diciembre de 1950 el Congreso del Estado aprobó la municipalidad de Caxhuacan, el 2 de enero de 1952 se publicó en el Periódico Oficial del Estado de Puebla el decreto que lo erigió como municipio libre, siendo gobernador del Estado de Puebla el ingeniero Carlos Ignacio Betancout. Posteriormente, gracias a intervención del Sr. Heriberto Castañeda Domínguez, en 1959 se logró el establecimiento de una escuela primaria de organización completa. Fue asignado a esta nueva escuela el profesor Alembert Dinorín Cabrera, quien fuera el mayor impulsor educativo de la comunidad.
En 1970, por iniciativa del Prof. Floriberto Castañeda Nava y el Prof. S. Alejandro Castañeda Lobato, iniciaron actividades la Escuela Secundaria Particular Incorporada "Lic. Adolfo López Mateos", y posteriormente, en 1977 lograron la federalización de esta escuela, que también era reclamada para Atlixco, siendo la primera Escuela Secundaria Federal en el ámbito rural de la Sierra Norte del Estado de Puebla. En 1979 el Prof. S. Alejandro Castañeda Lobato donó un terreno ejidal de su propiedad donde se estableció la escuela secundaria. La secundaria promovió un periodo cultural de Caxhuacan que abarcó casi dos décadas, de este periodo datan tradiciones como el concurso de la canción y declamación, el concurso de globos de papel de China desde 1977, festival de muertos (ahora también un folclórico concurso de disfraces), celebración de desfiles en días festivos, festivales de la primavera, carreras de antorchas, etc.
Hacia finales del siglo XX y principios del XXI, las formas tradicionales de vida totonaca tanto en Caxhuacan como en la región sufrieron nuevamente una pérdida principalmente debida al choque inesperado de la globalización, migración de los jóvenes, falta de reafirmación cultural e identidad y la búsqueda de formas de vida urbanas.

### Orígenes e historia de los totonacas de la Sierra Norte de Puebla
Las primeras fuentes históricas (las Relaciones Geográficas) señalan que los totonacos fueron denominados así por los pueblos nahuas porque adoraban a un dios llamado "Totonac". Otras versiones recientes ponen énfasis en una interpretación etimológica tutu (“tres”) y nakú (“corazón”): tres corazones. Sobre el particular, algunos analistas plantean que este término se refiere a tres grandes centros ceremoniales mientras otros lo relacionan con las tres grandes variaciones dialectales del idioma, sin existir fundamentos históricos o arqueológicos para esta interpretación, pero que ha sido fuertemente impulsada en la región. Es notable comentar que el término "totonaco" es náhuatl, entre otras interpretaciones también se maneja el significado de "tona": "de la tierra caliente" (en alusión al clima cálido distinto del templado del Altiplano Central) o porque vinieron "de donde sale el sol". Los otomíes llaman a los totonacos y tepehuas "mentho", que al igual que el endoetnónimo tepehua "hamasipini", significa "dueño de cerro" o propiamente "serrano".
Muchos entrevistados dicen que el nombre de la lengua es totonaca (tachiwin) y que ellos en realidad se autodenominan totonacas o tutunakú y no totonacos como lo hacen otros.
La región totonaca de la Sierra Norte del estado de Puebla está firmemente demarcada por la barrera geográfica que conforma el río Zempoala, al este de Caxhuacan, donde las comunidades al este del río son de habla náhuatl y totonaca, las del oeste son casi enteramente totonacas, más recientemente penetró el náhuatl. El lado netamente totonaco posee mayor similitud lingüística entre sí que con el lado oriental.
Como característica de la cultura totonaca y la cultura Remojadas, se encuentra la representación de la sonrisa, única manifestación de este tipo en Mesoamérica. Algunas danzas tales como los voladores y los quetzales son manifestaciones culturales que en la actualidad se conservan, así como la importancia de la Semana Santa, que coincide con el festejo prehispánico del triunfo del Sol sobre la Luna, cuya representación artística se reproduce en la danza de los quetzales (esta ave fue común en la región y fue extinta durante el dominio mexica) manteniendo su etnicidad incluso en relación al festejo católico ya que se relaciona a Jesucristo con Chichiní, el Sol. Otra característica es la sepultura con orientación al este, hacia el Sol, con marcado origen totonaca, así como la orientación de las cruces que representan la Semana Santa también hacia el oriente.
Los Totonacas han sido siempre un pueblo agricultor, su principal actividad era la producción de algodón, mantas y tejidos derivados de este, así como otros productos alimenticios como maíz, frijol, calabaza, chayote, jitomate, chile, jícama, epazote, quelites, etc., los cuales eran utilizados para comerciar y pagar tributos. Se menciona que comerciaban sal por la ruta de Cempoala hasta Campeche y también con Tehuacán, en el altiplano. La estructura de las poblaciones se basaban en el altepetl o chuchutsipi (de las palabras agua y cerro), donde la distribución espacial de la población distaba mucho de la europea y de la actual; las poblaciones en un sentido estricto se componían de clanes familiares dispersos, donde cada uno poseía un predio de cultivo o explotación dentro del cual vivían y se congregaban los días de tianguis en espacios destinados para el comercio y donde también se hallaban los adoratorios -impropiamente llamados cabeceras-.
La procedencia de los Totonacas es discutida, lingüísticamente se han relacionado muy temprano con una lengua proto-totozoqueana, que pudiera relacionarse con una procedencia sureña. Según Torquemada provienen de Teotihuacán; En el periodo Clásico Temprano o Remojadas Superior 1 llegaron a Teotihuacan, probablemente como una de los primeros grupos aliados de la ciudad, de donde partieron retornando a sus tierras 10 años antes del declive de la gran urbe en 690, llegando a Mizquihuacan, en las cercanías de Tenamitic, actualmente Zacatlán; otras fuentes mencionan que los totonacas provenían de donde sale el sol hacia lugar donde fundaron la capital de su territorio (hacia el año 690 D.C.), donde sucedieron 9 jefes totonacas semilegendarios que dieron apogeo al pueblo totonaca. El Horizonte Clásico o Remojadas Superior II (siglos VI-IX) es el periodo de mayor esplendor, su mayor exponente es el Tajín. Ya establecidos, conquistaron varios pueblos y crecieron sus dominios por toda la sierra y la llanura costera. En la sierra, en Mizquihuacan, la primera capital de su imperio, el primero de los señores totonacas, Umeacatl, tuvo como incidente más importante una hambruna y epidemia que duró 4 años, lo sucedió Xatonton, que bajo su dominio llegaron los chichimecas a Nepoalco o Nepopoalco (cerca de Tetela de Ocampo, "donde se contaron"); a este señor lo sucedió su hijo Tenitztli, después Panin, Nahuacatl e Ithualtzintecuhtli, en cuyo tiempo se desarrolló una guerra contra Tecpanquimichtlán (probablemente Cantona), aliados a los tzauhtecas e iztacimaxtitlantecas, a quienes infligió una gran derrota; lo sucedió un hijo suyo de nombre Tlaixehuatenitztli, y después Catoxcan, quienes vivieron en paz, y de la misma manera que sus predecesores, gobernaron 80 años cada uno; el noveno señor fue Nahuacatl, cuyo hermano Ixquahuitl le hizo la guerra por el señorío de Mizquihuacan, abandonando este lugar se fue a Ocotlán y posteriormente a señorear Xoxopanco. Esta guerra dividió el señorío totonaca y lo debilitó, y esto fue aprovechado por Xihuitlpopoca, señor de los chichimecas de Zacatlán, quienes se apoderaron de las tierras totonacas y los sometieron a vasallaje. Cabe mencionar que si los nombres de los gobernantes son originales, los totonacas ya poseían gran influencia náhuatl, o de lo contrario, fueron traducidos al nahua a partir de nombres totonacos, ya que el náhuatl era la lengua mas comprendida y también utilizada por los traductores y relacionistas nativos y españoles.
Para fines del siglo IX, la cultura totonaca entró en decadencia. En el Postclásico Temprano o Tolteca (900-1200) se generalizó la metalurgia inducida por los nonoalcas; se incrementaron los intercambios con los pueblos del valle de Puebla, Tlaxcala y la Cuenca de México, y se difundió el uso del calendario tolteca por influencia de la urbe tolteca Tollan-Xicocotitlan.
Posteriormente, en el periodo Postclásico Tardío o Histórico (1200 a 1521), los totonacas fueron desplazados por grandes oleadas migratorias de grupos nahuas y chichimecas, desde la caída de Tula, hacia el siglo XI, cuando los toltecas, chichimecas y nonalcas tomaron Cholula y desplazaron a los olmeca-xicalancas hacia la Sierra, desplazando a su vez a pequeños grupos chichimecas en los límites del altiplano hacia la Sierra (de esa fecha data la fundación de Jonotla, Tuzamapan, Ecatlán y Ayotoxco por líderes nahuas llamados Ixocélotl, Matlaecatl, Ecatl y Atzonhuehuetl respectivamente) (ver La Relación de Xonotla en Jonotla); que se instalaron en la parte poniente de la región, particularmente los chichimecas se asentaron en un lugar llamado Nepoalco o Nepopoalco en el reinado del segundo señor totonaca, en sus principios de manera pacífica y posteriormente atacando y sometiendo al pueblo Totonaca al final del 9º reinado, razón por la cual los totonacas abandonaron Mixquilhuacan (Mizquihuacan o más propiamente Miquizhuacán "lugar de los muertos") y se extendieron hacia las estribaciones de la sierra y la llanura costera, viajaron hacia Tuzamapa, Yohualichan, El Tajín, Cempoala, Quiahuixtlán, lugares donde se mantuvo el Totonacapan libre. Debido a la gran influencia Teotihuacana en estos lugares, empezaron a construir grandes pirámides, floreciendo la arquitectura, escultura y cerámica Totonaca a su máxima expresión, como la imponente Ciudad del Tajín, que dominó la región y se abandonó en el postclásico temprano.
Hacia el año de 1469, Axayácatl, por encargo del Huey Tlatoani Moctezuma Ilhuicamina (a quien sucedió ese mismo año como máximo líder azteca), sometió -en gran parte de manera pacífica bajo amenaza- la región del Totonacapan que pasó a formar parte del dominio mexica, a la provincia tributaria de Tlatlauquitepec, al cual tributaban maíz, chile, plumas de quetzal (extracción llevó a la extinción local de esta ave en tiempos de Moctezuma Xocoyotzin) y mantas tejidas de algodón.
En 1519, en Cempoala se reunieron 30 pueblos totonacas para establecer una alianza con Hernán Cortés con el fin de quitarse el yugo mexica, los cempoaltecas y totonacas apoyaron a los españoles en la conquista de México-Tenochtitlán aportando voluntariamente 13,000 guerreros; pero ellos a cambio les impusieron una nueva religión y fuertes servicios. El contagio de enfermedades devastó a la población. Durante la colonia, la llanura costera del Golfo de México fue invadida por el desarrollo agrícola y ganadero de los europeos, quedando reducido al declive de la sierra, que fungió como zona de refugio, manteniendo la posición hasta la actualidad. Los españoles toleraron durante el siglo XVI a los jefes étnicos totonacos y en el siglo XVII iniciaron sus estrategias de desestructuración de la organización étnica tradicional, abocándose sistemáticamente a descomponer las estructuras políticas de origen prehispánico; las jefaturas étnicas que abarcaban varios poblados fueron sustituidas por cabildos indígenas en cada comunidad, creando autoridades que se renovaban todos los años. Los siglos XVII y XVIII fueron de relativa tranquilidad para los totonacas, la escasez de metales en la zona y las dificultades para el acceso no la hacían atractiva para los españoles. Su relativo aislamiento les permitió reorganizar sus sistemas culturales en formas autónomas frente a la dominación española; a veces lograban negociaciones, a veces se rebelaban. Pese a esto, los totonacas han mantenido sus formas productivas tradicionales hasta la fecha, como el trabajo colectivo de "mano vuelta" y los policultivos basados en la milpa (maíz y/o frijol con otras especies como calabaza, sandía, jícama, chile, etc.).
Durante la época colonial sucedieron varias rebeliones totonacas, de las que se tiene registro son la de 1735, 1762, 1764,1767 y 1787, durante este siglo la región de Papantla se mantuvo permanentemente militarizada y con guerrillas constantes, cuando los totonacas adquirieron fama de "problemáticos". Las rebeliones se realizaban generalmente contra los alcaldes mayores, sacerdotes y ocasionalmente contra residentes españoles, las principales causas eran la excesiva presión por tributos, abusos y violaciones a derechos elementales.
En el siglo XIX, los totonacas participaron en el movimiento independentista con su líder Serafín Olarte, nativo de Coyuxquihui, quien en 1814, al mando de un ejército totonaca, se unió en Zacatlán a Ignacio López Rayón. El levantamiento de Serafín Olarte, junto con el de Vicente Guerrero, fueron los únicos ejércitos en permanecer activos en la rebelión después de la ejecución de José María Morelos y Pavón. En 1836-1838 Mariano Olarte, hijo de Serafín, encabezó una insurrección aliado con los federales, en contra de los centralistas. Bajo el gobierno de Santa Anna su territorio fue dividido, la franja costeña fue cedida a Veracruz, con lo cual el estado de Puebla perdió su salida al mar; los totonacas se separaron entre los de la costa veracruzana y los de la Sierra de Puebla.
Hacia 1850 llegaron grupos familiares mestizos a establecerse y repoblar la región de la Sierra Norte de Puebla, que anteriormente era considerada como una zona de refugio indígena debido a lo escarpado de la sierra. En la actualidad predominan las familias indígenas, siendo minoría el mestizaje totonaca, con fuerte influencia cultural indígena.
Hacia la segunda mitad del siglo XIX, la influencia de los Tres Juanes, reafirmó la identidad étnica de la región; Durante el periodo republicano en la Sierra de Puebla se afianzó el Grupo de los Tres Juanes de la Sierra Norte de Puebla, liberales de importancia política en el ámbito regional, estatal y federal, que participaron en la Batalla del 5 de mayo en Puebla, al frente de tropas mestizas e indígenas nahuas. Este grupo impulsó cambios en la educación, obras públicas, y un sistema de plazas comerciales mestizas. Su injerencia en la región significó la apertura de espacios para los mestizos, pues al mismo tiempo propiciaron el despojo de tierras a los indígenas debido a los "deslindes" Totonacas. Durante el periodo liberal, se eliminaron los sistemas político-religiosos totonacas quedando relegados con cargos limitados a la esfera religiosa, tales como las mayordomías o jefaturas representativas en las danzas, quedando cedido el poder político y económico en manos del mestizaje por facilidades en el manejo del español, el idioma oficial; algunos cargos tales como las regidurías quedaron aún en manos totonacas ocupándose de temas locales, situación que durante el siglo XX no cambió sustancialmente.
El Porfiriato tuvo su influencia con la imposición del cultivo de caña de azúcar y la introducción del cultivo de café a fines del siglo XIX, que pese a la imposición aún conservan el cultivo de hortalizas nativas; así como la producción de aguardiente impulsada por los mestizos como estrategia de control y extracción de excedentes. El desarrollo textil en el Valle de Puebla provocó la pérdida del principal cultivo totonaca, el algodón, y del tejido artesanal, incluyendo en Caxhuacan, que fue sustituido por la manta como principal tejido de uso corriente. Hasta finales de la década de 1980 aún existía el tejido tradicional en Caxhuacan, aunque sumamente restringido y sin impulso. La producción cafetalera se mantuvo hasta principios de la década de 1990, donde la cancelación del Convenio Internacional del Café y la liberación del mercado internacional, generaron una fuerte crisis socioeconómica, provocando el abandono del campo y fenómenos de migración masiva hacia las ciudades y el extranjero.
Hacia principios del siglo XXI la participación comunitaria en Caxhuacan y en la región totonaca está desmovilizada e incluso desarticulada; la migración masiva de jóvenes ha dificultado el cumplimiento e integración de responsabilidades culturales y costumbres, así como el envejecimiento del campesinado y de la gente que mantiene la cultura, sin poder heredarla por ausencia o desinterés de la nueva generación. Los programas de empleo emergente y apoyo a la pobreza han desestructurado los sistemas de participación comunitaria que habían permanecido. Esta nueva reorganización social aún conserva aspectos como el compadrazgo en línea y otros aspectos de las redes sociales autóctonas.

## Descripción geográfica

### Ubicación
Caxhuacan se localiza al norte del estado entre las coordenadas geográficas 20º 03’02” y 20º 05’55” de latitud norte, y 97º 35’12” y 97º 37’40” de longitud oeste; a una altura promedio de 500 metros sobre el nivel del mar.

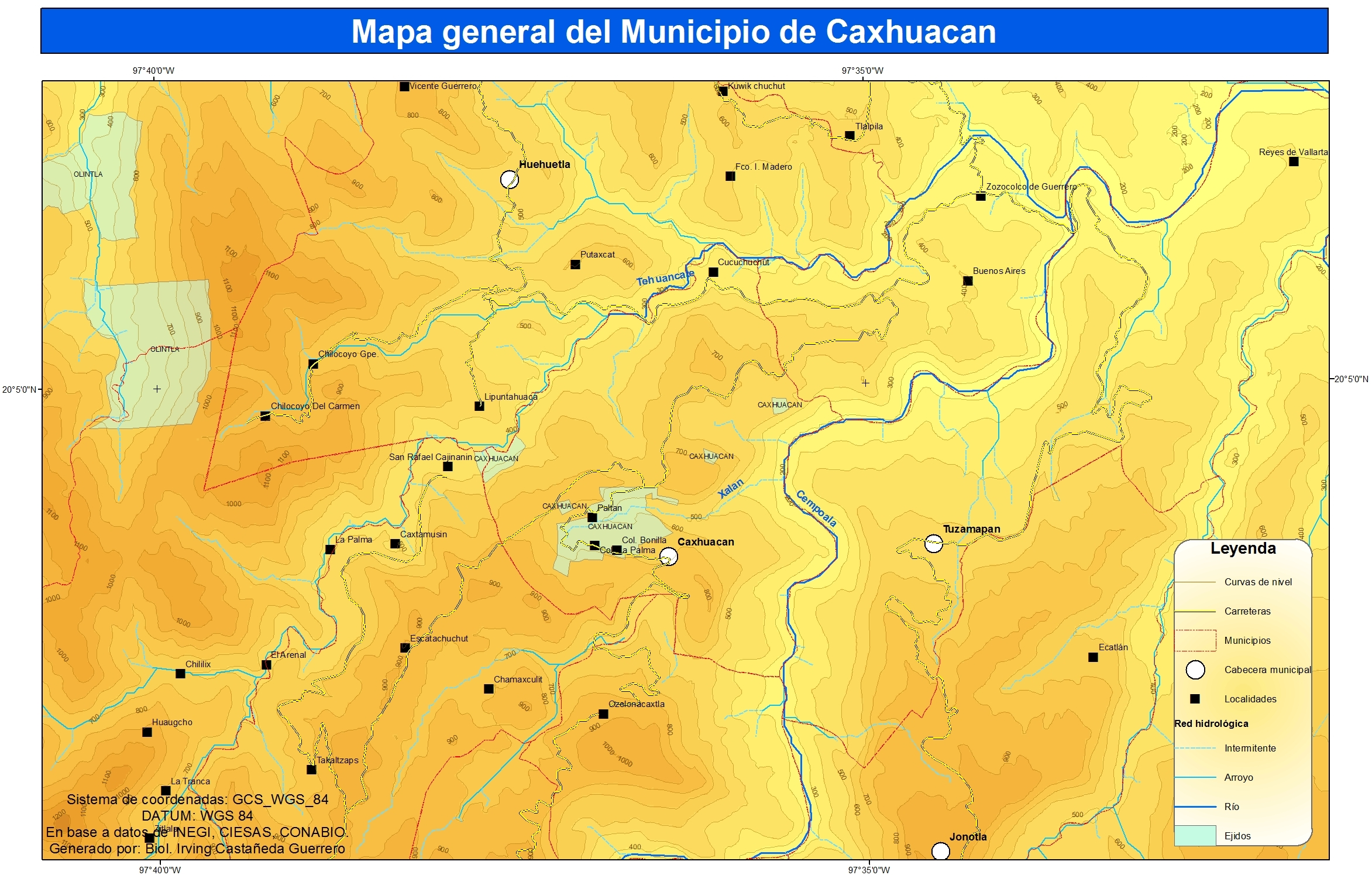
Mapa General del Municipio de Caxhuacan, Puebla.

El municipio colinda al norte con los municipios de Huehuetla y Zozocolco de Hidalgo, Veracruz; al este con Tuzamapan de Galeana; al sur con Ixtepec, San Juan Ocelonacaxtla, Huehuetla; y al oeste con Ixtepec y Huehuetla.

### Hidrografía superficial y subterránea
El municipio pertenece a la vertiente septentrional del estado de Puebla, formada por las distintas cuencas parciales de los ríos que desembocan en el Golfo de México, y que se caracteriza por sus ríos jóvenes e impetuosos, con una gran cantidad de caídas.
El municipio se localiza dentro de la Región Hidrológica Tuxpan-Nautla, cuenca del río Tecolutla, subcuenca río Tecuantepec y es bañado por varios ríos provenientes de la Sierra Norte.
Destacan los siguientes: El río Cempoala, que forma un cañón desde el municipio de Zapotitlán de Méndez, cuya cuenca inicia desde Aquixtla y drena un área de casi 800 km², con un caudal aproximado de 27.89 m3/s en su paso por el municipio.
El arroyo Tehuancate, que baña la porción septentrional, sirve de límite con Huehuetla y se une al Zempoala que recorre el Oriente y sirve de límite con Tuzamapan de Galeana, y que fuera del Municipio se une al río Cempoala, uno de los principales formadores del río Tecolutla, junto con el río Apulco.
Cuenta también con arroyos intermitentes que se unen a los ríos mencionados, así como dos acueductos, uno que viene de la localidad de San Juan Oceloncaxtla en el Municipio de Huehuetla y el segundo proveniente de la comunidad del Guayabal, perteneciente a Nauzontla, este segundo de mayor importancia. El rango de escurrimiento es de 10 a 20 % dadas las pendientes fuertes.
En cuanto a Hidrología subterránea se refiere, en la zona las características físicas e hidrológicas de los materiales que la conforman (calizas del Cretácico) la define como unidad de material consolidado con posibilidades muy altas de formar un acuífero pero debido a la topografía se les cataloga como unidades poco aprovechables. La calidad del agua es dulce, de tipo agresiva (es decir, que disuelve carbonatos) y es utilizada para uso doméstico, con salinidad media baja y muy baja en sodio. En el municipio se presentan 2 manantiales con caudal considerable, sin embargo se encuentran muy bajos con respecto a la población y no tienen aprovechamiento, también existen numerosos escurrimientos menores.

### Geología y geomorfología
Caxhuacan se localiza en un enclave con el estado de Veracruz de Ignacio de la Llave, en la Sierra Norte de Puebla, su territorio municipal se ubica en la Provincia Fisiográfica Sierra Madre Oriental, esta provincia consiste fundamentalmente en un conjunto de sierras formadas por estratos plegados, Caxhuacan se halla en la Subprovincia Carso Huasteco, justo en los linderos con la subprovincia Llanuras y lomeríos de la Provincia Fisiográfica Llanura costera del Golfo Norte (Tuzamapan de Galeana pertenece a este última). El Carso Huasteco está compuesto por una sierra plegada con topoformas predominantes de sierra alta escarpada, que antiguamente formaban parte del lecho marino del mar de Tethys, donde ahora se han desarrollado cañones por la acción de ríos.
La población de Caxhuacan, a 660 msnm, está asentada en una joya de pendiente moderada en la parte norte del cerro Cajacán, a 810 msnm, hacia el sur y este presenta una pendiente muy abrupta que termina en un cañón formado por el río Zempoala a un kilómetro de distancia aproximadamente y a 300 msnm, y se presentan estratificaciones que forman cinturones rocosos verticales de 15 a 50 metros de altura. En el noreste desciende hasta formar una meseta conocida como El Plan, a 550 msnm, al oeste se encuentra un conjunto de cerros que se continúan hacia el sur hasta Ixtepec, y hacia el noreste formando el cerro Chihuixcol, frente a Caxhuacan, al norte, este cerro a su vez se continúa hacia el norte formando el Cerro de la Campana, lugar donde se asienta la comunidad de Cucuchuchut, siendo de los últimos cerros escarpados que descienden hacia la llanura costera veracruzana. Los cerros que rodean a Caxhuacan terminan en el río Zempoala o en el arroyo Tehuancate, ambos muestra un declive general en dirección suroeste a noroeste.
En cuanto a la estratigrafía, están presentes rocas sedimentarias del Cretácico inferior -Ki(cz)-. La unidad Ki(cz) está formada por caliza, esta unidad está compuesta por una secuencia calcárea-marina, la estratificación varía de mediana a gruesa, con bandas y nódulos de pedernal de colores negro y ámbar en el primer 1 dm del suelo, además de estilolitas y nódulos de hierro. Presenta restos fósiles de ostracodos, belemnites, amonites y microfósiles de radiolarios. Sobreyace a unidades del Jurásico superior.
Posee cumbres que alcanzan los 800 metros sobre el nivel mar, sus principales cerros son: el Cajacán (810 msnm), el Xihuixcol (780 msnm) y el Cerro de la Campana (870 msnm).
En cuanto a la actividad sísmica del lugar, las características geomorfológicas de la región le confieren un carácter asísmico, en una zona de sismicidad B.

### Suelos
El tipo de suelo dominante en el municipio es el denominado Litosol (I), con Rendzina (E) y Acrisol húmico (Ah) como suelos secundarios, de clase textural fina y sin fase física o química aparente. También es frecuente hallar regosol.
Los litosoles son suelos extremadamente delgados, menores a 10 cm limitados por un estrato rocoso de calizas, que debido a la topografía abrupta, no permiten la acumulación de partículas de suelo. El color depende de la roca madre, no son muy propicios para la agricultura, sin embargo su asociación con otros suelos permiten el crecimiento de cafetales, y son utilizados para cultivo de maíz y para potreros, fomentando la pérdida de suelo y fertilidad.
Las rendzinas suelen formarse sobre materiales calizos (con abundancia de carbonatos de calcio), son de color oscuro y consistencia de migajón, muy ricos en materia orgánica, con concentraciones de bases altas y ligeramente alcalinos, son de alta fertilidad natural pero suelen ser delgados, se encuentran frecuentemente en los cafetales.
El acrisol húmico es un tipo de suelo ácido con una capa superficial delgada de color oscuro rica en materia orgánica y el resto del suelo de color pardo amarillento (barro). Es necesario aplicar nitrógeno y fósforo para elevar su fertilidad, así como enmiendas de cal para controlar su acidez. Suele sostener el ambiente de selva alta y mediana perennifolia.
El regosol es un tipo de suelo conocido como barro rojo, es un suelo poco desarrollado y carece de horizontes diferenciables, su fertilidad es baja, con poco contenido de materia orgánica, suele encontrarse en lomeríos y zonas con poca pendiente.
En general los suelos de Caxhuacan son delgados, altamente susceptibles a la erosión, tanto por la consistencia del suelo como por el relieve del lugar, y de fertilidad media a alta.

### Clima
El clima presente en Caxhuacan corresponde a semicálido húmedo con lluvias todo el año (A)C(fm) con una isoterma en 22 °C y una isoyeta en 3500 mm anuales, con más de 150 días de lluvia al año y sin intervalo invernal definido.
Los climas cálidos están presentes en el 18.05% del territorio del Estado de Puebla. Aquí el clima semicálido húmedo con lluvias todo el año (A)C(fm) se caracteriza por presentar temperaturas medias anuales mayores a 20°. Las temperaturas más bajas del año -de 5 °C aproximadamente- se presentan en diciembre o enero, y las temperaturas más altas en mayo, donde el termómetro suele pasar los 40 °C en los días más calurosos. Las granizadas son muy raras pudiéndose presentar en la temporada de aguaceros y tormentas, en julio. En la región hay una pequeña temporada de menos lluvia, suele presentarse entre los meses de abril y mayo, donde el tiempo máximo registrado sin actividad pluvial es de tres semanas.
En 1989, el 25 de diciembre se presentó una nevada en toda la sierra norte del estado, Caxhuacan fue un lugar donde, por su altitud -700 msnm- y tipo de clima, este fenómeno aislado y probablemente cíclico (casi cuarenta años atrás se registró el mismo fenómeno) causó extrañeza. Esta nevada repercutió mucho en la economía de la región, donde el principal cultivo, el de café, fue devastado y aunado a esto sobrevino el posterior devalúo de este producto. El fenómeno meteorológico de 1999 en la Sierra Norte fue provocado por un exceso de precipitación pluvial, este no tuvo mayor efecto en Caxhuacan, gracias a que se asienta en alto y sobre un terreno altamente compactado, no se presentaron derrumbes ni inundaciones.
En la zona el viento dominante regional tiene una dirección de Noreste a Suroeste, con la presencia de un ventarrón que se presenta en los primeros días de mayo en el mismo sentido, la dirección de un viento secundario es contraria, pero poco frecuente. La temperatura media anual es de 18°C, con máxima de 25 °C y mínima de 3 °C. El régimen de lluvias se registra entre los meses de mayo y agosto, contando con una precipitación media de 350 milímetros.

### Flora
El tipo de vegetación presente en Caxhuacan es selva mediana y alta perennifolia con vegetación secundaria arbórea y arbustiva, esta se caracteriza por la dominancia de un estrato arbóreo superior a 15 metros de altura, de troncos delgados y presentan contrafuertes; existe una gran cantidad de enredaderas y lianas. Actualmente se encuentra en condiciones de manejo antrópico, pudiéndose encontrar manchones de selva en la región este del municipio, junto al río Zempoala y hacia el sur, siguiendo el cañón del río hasta el municipio de San Miguel Atlequizayán y Zoquiapan, en esta parte aún se encuentra en condiciones de baja perturbación y escasa actividad antropogénica. Los árboles que la constituyen llegan a medir más de 20 m de altura. Se distribuye en áreas de poca pendiente, baja exposición a la acción de los vientos, de alta humedad relativa y suelos profundos. Presenta una fisonomía característica determinada por las especies que componen el estrato arbóreo superior, medio y bajo. El estrato arbustivo medio alcanza de 4 a 6 metros, mientras que el estrato arbustivo inferior se encuentra a 2 metros.
Entre las especies más comunes en Caxhuacan se encuentran:
| Algunas especies florísticas del municipio de Caxhuacan | Algunas especies florísticas del municipio de Caxhuacan | Algunas especies florísticas del municipio de Caxhuacan | Algunas especies florísticas del municipio de Caxhuacan |
| Familia                                                 | Género y especie                                        | Nombre común                                            | Observaciones                                           |
| ------------------------------------------------------- | ------------------------------------------------------- | ------------------------------------------------------- | ------------------------------------------------------- |
| BOMBACACEAE                                             | Ceiba pentandra                                         | Pochota                                                 | Nativa                                                  |
| MELIACEAE                                               | Swietenia macrophyla                                    | Caoba                                                   | Nativa                                                  |
| MELIACEAE                                               | Cedrela odorata                                         | Cedro                                                   | Nativa                                                  |
| LAURACEAE                                               | Ocotea puberula                                         | Carboncillo                                             | Nativa                                                  |
| LAURACEAE                                               | Persea schiedeana                                       | Pahua                                                   | Nativa                                                  |
| FABACEAE                                                | Acrocarpus fraxinifolius                                | Cedro rosado                                            | Cultivada, del sureste asiático                         |
| SALICACEAE                                              | Zuelania guidonia                                       | Palo volador                                            | Nativa                                                  |
| SAPINDACEAE                                             | Cupania dentata                                         | Garrochilla                                             | Nativa                                                  |
| MORACEAE                                                | Ficus tecolutensis (Liebm.)                             | Higuera matapalos                                       | Nativa                                                  |
| MORACEAE                                                | Castilla elastica                                       | Hule                                                    | Nativa                                                  |
| MORACEAE                                                | Ficus elastica                                          | Higuera, Gomero                                         | Introducida, del nordeste de India                      |
| MORACEAE                                                | Brosimum alicastrum                                     | Ojite                                                   | Nativa                                                  |
| MORACEAE                                                | Pseudolmedia oxyphyllaria                               | Tepetomate                                              | Nativa                                                  |
| SAPOTACEAE                                              | Manilkara zapota                                        | Chicozapote                                             | Nativa                                                  |
| ANACARDIACEAE                                           | Spondias mombin                                         | Jobo                                                    | Nativa                                                  |
| ANACARDIACEAE                                           | Mangifera indica                                        | Mango                                                   | Introducida, de la India                                |
| ANACARDIACEAE                                           | Tapirira mexicana                                       | Bienvenido                                              | Nativa                                                  |
| SAPOTACEAE                                              | Pouteria sapota                                         | Zapote mamey                                            | Nativa                                                  |
| EBENACEAE                                               | Diospyros nigra                                         | Zapote negro                                            | Nativa                                                  |
| CHYSOBALANACEAE                                         | Licania platypus                                        | Zapote cabello                                          | Nativa                                                  |
| ANNONACEAE                                              | Annona reticulata                                       | Anona                                                   | Nativa                                                  |
| MYRTACEAE                                               | Syzygium jambos                                         | Pomarrosa                                               | Introducida, de Asia tropical                           |
| ANACARDIACEAE                                           | Spondias purpurea                                       | Ciruela                                                 | Nativa                                                  |
| MYRTACEAE                                               | Pimenta dioica                                          | Pimienta                                                | Nativa                                                  |
| ARECACEAE                                               | Attalea cohune                                          | Palmera de coyul                                        | Nativa                                                  |
| CHYSOBALANACEAE                                         | Couepia polyandra                                       | Pija, Olopío                                            | Nativa                                                  |
| LAURACEAE                                               | Persea americana                                        | Aguacate                                                | Nativa, de zonas templadas                              |
| FABACEAE                                                | Inga inicuil                                            | Talaxhka                                                | Nativa                                                  |
| FABACEAE                                                | Inga vera                                               | Chalahuite                                              | Nativa                                                  |
| FABACEAE                                                | Inga punctata                                           | Chalahuite                                              | Nativa                                                  |
| FABACEAE                                                | Inga sapindoides                                        | Chalahuite                                              | Nativa                                                  |
| FABACEAE                                                | Erythrina americana                                     | Gásparo                                                 | Nativa                                                  |
| LAURACEAE                                               | Beilschmiedia anay                                      | Anaya                                                   | Nativa                                                  |
| BOMBACACEAE                                             | Pseudobombax ellipticum                                 | Xiloxóchitl                                             | Nativa                                                  |
| FABACEAE                                                | Gliricidia sepium                                       | Cuacuite                                                | Nativa                                                  |
| CANNABACEAE                                             | Trema micrantha                                         | Cuerillo                                                | Nativa                                                  |
| BURCERACEAE                                             | Bursera simaruba                                        | Chaca                                                   | Nativa                                                  |
| FABACEAE                                                | Leucaena leucocephala                                   | Huaxi                                                   | Nativa                                                  |
| FABACEAE                                                | Leucaena esculenta                                      | Huaxi                                                   | Nativa                                                  |
| CECROPIACEAE                                            | Cecropia obtusifolia                                    | Hormiguillo, Guarumbo                                   | Nativa                                                  |
| POACEAE                                                 | Guadua angustifolia                                     | Tarro                                                   | Nativa                                                  |
| POACEAE                                                 | Bambusa vulgaris                                        | Tarro amarillo, bambú                                   | Introducida, de la India                                |
| TILIACEAE                                               | Heliocarpus appendiculatus                              | Jonote                                                  | Nativa                                                  |
| EUPHORBIACEAE                                           | Croton draco                                            | Grado                                                   | Nativa                                                  |
| EUPHORBIACEAE                                           | Cnidoscolus multilobus                                  | Mala mujer                                              | Nativa                                                  |
| APOCYNACEAE                                             | Stemmadenia donnell-smithii                             | Cojón de gato                                           | Nativa                                                  |
| APOCYNACEAE                                             | Plumeria rubra                                          | Cacaloxóchitl                                           | Nativa                                                  |
| MYRTACEAE                                               | Psidium guajava                                         | Guayaba                                                 | Nativa                                                  |
| RUTACEAE                                                | Citrus aurantiifolia                                    | Lima de chichi                                          | Introducida, del sudeste asiático                       |
| RUTACEAE                                                | Citrus sinensis                                         | Naranja                                                 | Introducida, del sudeste asiático                       |
| RUTACEAE                                                | Citrus reticulata                                       | Mandarina                                               | Introducida, del sudeste asiático                       |
| BIGNONACEAE                                             | Parmentiera aculeata                                    | Cuajilote                                               | Nativa                                                  |
| BIGNONACEAE                                             | Crescentia cujete                                       | Jícaro                                                  | Nativa                                                  |
| MYRSINACEAE                                             | Parathesis psychotrioides                               | Capulín                                                 | Nativa                                                  |
| MELASTOMATACEAE                                         | Conostegia xalapensis                                   | Mujut                                                   | Nativa                                                  |
| URTICACEAE                                              | Myriocarpa longipes                                     | Mal hombre                                              | Nativa                                                  |
| SOLANACEAE                                              | Brugmansia sp                                           | Florifundio                                             | Introducida, ornamental, de Sudamérica                  |
| ASTERACEAE                                              | Vernonia patens                                         | Tuete                                                   | Nativa                                                  |
| ASTERACEAE                                              | Montanoa grandiflora                                    | Cuernavaca                                              | Nativa                                                  |
| ASTERACEAE                                              | Dahlia sp.                                              | Dalia                                                   | Nativa                                                  |
| ARECACEAE                                               | Chamadorea tepejilote                                   | Tepejilote                                              | Nativa                                                  |
| ZINGIBERACEAE                                           | Hedychium coronarium                                    | Mariposa                                                | Exótica, de Asia tropical                               |
| ZINGIBERACEAE                                           | Canna indica                                            | Papatla                                                 | Nativa                                                  |
| ZINGIBERACEAE                                           | Renealmia alpinia                                       | Xquijitl                                                | Nativa                                                  |
| ZINGIBERACEAE                                           | Costus spicatus                                         | Caña del jabalí                                         | Nativa                                                  |
| FABACEAE                                                | Zapoteca tetragona                                      | Timbre                                                  | Nativa                                                  |
| CYATHEACEAE                                             | Sphaeropteris horrida                                   | Helecho arborescente                                    | Nativa                                                  |
| CYATHEACEAE                                             | Cyathea fulva                                           | Pesma                                                   | Nativa                                                  |
| CYATHEACEAE                                             | Cyathea divergens                                       | Pesma                                                   | Nativa                                                  |
| EQUISETACEAE                                            | Equisetum hyemale (Liebm.)                              | Cola de caballo                                         | Nativa                                                  |
| ARACEAE                                                 | Xanthosoma robustum                                     | Mafafa                                                  | Nativa                                                  |
| ARACEAE                                                 | Xanthosoma violaceum                                    | Mafafa morada                                           | Nativa                                                  |
| CLEOMACEAE                                              | Cleome speciosa                                         | Barba de chivo                                          | Nativa                                                  |
| PIPERACEAE                                              | Piper auritum                                           | Hierba santa, omequelite                                | Nativa                                                  |
| PIPERACEAE                                              | Pothomorphe umbellata                                   | Cordoncillo                                             | Nativa                                                  |
| CAPRIFOLIACEAE                                          | Sambucus mexicana                                       | Sauco                                                   | Nativa                                                  |
| SOLANACEAE                                              | Cestrum nocturnum                                       | Huele de noche                                          | Nativa                                                  |
| SOLANACEAE                                              | Capsicum annuum                                         | Chile                                                   | Nativa, cultivada                                       |
| SOLANACEAE                                              | Solanum americanum                                      | Hierbamora                                              | Nativa                                                  |
| AMARANTHACEAE                                           | Amaranthus sp.                                          | Amaranto                                                | Nativa                                                  |
| BEGONIACEAE                                             | Begonia heracleifolia                                   | Agrio                                                   | Nativa                                                  |
| BEGONIACEAE                                             | Begonia manicata                                        | Agrio                                                   | Nativa                                                  |
| COMMELINACEAE                                           | Commelina diffusa                                       | Tripa de pollo                                          | Nativa                                                  |
| COMMELINACEAE                                           | Commelina erecta                                        | Tripa de pollo                                          | Nativa                                                  |
| VERBENACEAE                                             | Lippia dulcis                                           | Hierbadulce                                             | Nativa                                                  |
| APIACEAE                                                | Eryngium foetidum                                       | Cilantro extranjero                                     | Nativa                                                  |
| PIPERACEAE                                              | Peperomia maculosa                                      | Tequelite o cucsasa                                     | Nativa                                                  |
| PASSIFLORACEAE                                          | Passiflora edulis                                       | Maracuyá                                                | Nativa, cultivada                                       |
| PASSIFLORACEAE                                          | Passiflora coriacea                                     | Ala de murciélago                                       | Nativa                                                  |
| CURCUBITACEAE                                           | Lagenaria siceraria                                     | Xical                                                   | Nativa                                                  |
| CURCUBITACEAE                                           | Luffa aegyptiaca                                        | Estropajo                                               | Exótica, de Asia, cultivada                             |
| CURCUBITACEAE                                           | Sechium edule                                           | Espinoso                                                | Nativa, cultivada                                       |
| DIOSCOREACEAE                                           | Dioscorea bulbifera                                     | Papa de monte                                           | Nativa                                                  |
| DIOSCOREACEAE                                           | Dioscorea sp.                                           | Barbasco                                                | Nativa                                                  |
| CACTACEAE                                               | Selenicereus undatus                                    | Pitaya                                                  | Nativa, cultivada                                       |
| LORANTHACEAE                                            | Psittacanthus calyculatus                               | Muérdago, flor de palo                                  | Nativa                                                  |
| VISCACEAE                                               | Phoradendron nervosum                                   | Injerto                                                 | Nativa                                                  |
| CACTACEAE                                               | Rhipsalis baccifera                                     | Lágrimas de San Pedro                                   | Nativa                                                  |
| ORCHIDEACEAE                                            | Oncidium sphacelatum                                    | Flor de mayo                                            | Nativa, ornamental                                      |
| ORCHIDEACEAE                                            | Prostechea radiata                                      | Orquídea                                                | Nativa                                                  |
| ORCHIDEACEAE                                            | Epidendrum rigidum                                      | Mazorca de pájaro                                       | Nativa                                                  |
| ORCHIDEACEAE                                            | Stanhopea tigrina                                       | Paltuxanatl                                             | Nativa, ornamental                                      |
| POLYPODIACEAE                                           | Microgramma nitida                                      | Lengua de ciervo                                        | Nativa                                                  |

Entre otra gran cantidad de especies del bosque tropical perennifolio o selva, muchas de ellas comestibles, maderables o con usos etnobotánicos.
En las inmediaciones de la población de Escatachuchut (al oeste) y en el cerro Cajacán, se pueden encontrar especies de Bosque Mesófilo de Montaña, tales como Alnus jorullensis, Liquidambar styraciflua, Trema micrantha, Conostegia xalapensis, Clethra sp., Cyathea sp., Bocconia frutescens, Pteridium aquilinum, entre otras.
También se encuentra un encinar tropical, que es un tipo de vegetación relictual pleistocénica, con especies de encinos como Quercus oleoides y Q. conspersa. En la zona pueden encontrarse gran cantidad de epífitas, principalmente orquídeas, bromelias y helechos, aunque también anturios y peperomias, algunas cactáceas tropicales y cícadas.

### Fauna

#### Mamíferos
La fauna existente es en su mayor parte tolerante a las actividades antropogénicas, en la región de Caxhuacan existen mamíferos como:
- Al menos 17 especies de murciélagos, entre ellas: Artibeus sp., Myotis sp., Leptonycteris sp., Molosus molosus, Desmodus rotundus, Choeronycteris mexicana, Eumops glaucinus, Leptonycteris nivalis, L. yerbabuenae, Tadarida brasiliensis.
- Tlacuache, Armadillo, Ratones de campo (varias especies), Conejos. Tejones, Mapaches, Martos, Hurón, Onza, Puerco espín, Zorrillo, Zorrillo listado, Tigrillo, Gato Montés, Jaguarundi, Zorras, Coyotes, Ardillas, Tuzas, Cuautuza, Puma (Posible), Nutria, Perro de agua (Posible), Temazate (Presumible extinto localmente), Jabalín (Presumible extinto localmente), Venado cola blanca (Extinto localmente).

#### Aves
- Zopilotes, Auras, Garzas, Pato pichichi, Quebrantahuesos, Gavilanes, Chachalacas, Codornices, Playerito, Paloma torcáz, Palomas, Turuhuitas, Pericos, Cotorra, Perico cachete amarillo, Loro oreja roja, Loro cabeza blanca, Fiscal, Sacmun, tecolotes, Búho café, Lechuza de campanario, Tapacaminos, Golondrina de río, Pájaro Bandera, Talcón, Martín Pescador, Tucaneta, Pico de Canoa, Carpinteros, Carpintero, Carpintero copetón, Carpintero grande, Mosquero, Mosquero amarillo, Papanes, Papán real, Tordo, Tordo pequeño, Tordo ojos rojos, Primavera, arrocero, azulejo, Golondrina roja, Golondrina común, Matraquilla, Calandrias, Pichones, Gorriones.
- Colibríes: Eugenes fulgens, Amazilia cyanocephala, A. yucatanensis, Atthis heloisa, Selasphorus platycercus, Anthracothorax prevostii, Chlorostilbon canivetii, Lampornis amethystinus, Lamprolaima rhami, Archilochus colubris
- Pitnis: Dendroica virens, D. magnolia, Mniotilta varia, Wilsonia pusilla, Basileuterus culicivorus, Oporornis formosus, O. tolmiei, Vermivora celata, V. ruficapilla, V. peregrina, Seiurus aurocapilla, Parula americana, Oporornis sp, Spizella sp, Aimophila sp.

#### Reptiles y Anfibios
De reptiles y anfibios, los más comunes son:
- Mazcuata, Maicera, Serpiente rayada, Basilisco o Juan Copete, Geckos, Coralillos, Tortugas, Bejuquillo, Falsas coralillos.

- Nauyaca:
  - Bothrops asper
  - Atropoides nummifer
- Lagartijas:
  - Scelophorus variabilis
  - Anolis laeviventris
  - Scincella gemmingeri
  - Gerrhonotus liocephalus
  - Lepidophyma sylvaticum
  - Corytophanes hemandezi
- Ranas:
  - Rana berlandieri
  - Hyla eximia
  - H. taenipous
  - H. myotimpanum
- Tlalconete, Sapo barrigán, Ranita de cristal

#### Peces
Los peces que se pueden encontrar son:
- Anguilas, Sardinas, Sardinita, Charales, Cholote, Lisa, Pinto, entre otros.

También pueden encontrarse insectos tales como la mariposa 88 (Diaethria clymena), la mariposa azul (Morpho menelaus), luciernagas (Fam. Lampyridae), hormigas arrieras (Atta cephalotes), hormigas sanjuaneras o chicatanas (Atta mexicana), crustáceos nativos como la acamaya (Macrobrachium carcinus, M. acanthurus o M. jamaicense), arañas estrellita (Gasteracantha cancriformis), vinagrillos (Uropígidos y Amblipígidos), entre varios otros miles de especies distintas de invertebrados.

### Ecosistemas
El ecosistema dominante es el bosque tropical perinifolio o selva; en menor representación se encuentran zonas que otrora fueron transición o quizá bosque mesófilo, así como un encinar tropical en la cañada del río Cempoala.
Hacia mediados del siglo XX se encontraba una perturbación menor, con grandes fragmentos de vegetación estable hacia la cañada del río Cempoala, así como en la cañada de San Juan Ozelonacaxtla, el arroyo Tehuancate y las laderas abruptas del cerro Chihuixcol. Pese a la apertura de nuevos campos de cultivo, los cafetales permitieron conservar en parte la biodiversidad, tanto en flora como en fauna, sin embargo la pérdida de valor del café hacia finales de 1980 provocó la deforestación para cultivo principalmente de maíz en pendientes abruptas, lo cual afectó en gran medida a los ecosistemas, favoreciendo la pérdida de suelos fértiles y delgados de las laderas y dificultando su recuperación.
En octubre de 1999 se presentaron lluvias copiosas, del 50 al 60 % del total anual en el lapso de 4 días, el crecimiento del río Cempoala fue inusual y afectó gravemente la fauna del río y redujo su caudal, desde entonces se redujo considerablemente la cantidad de peces y acamayas, e incluso desde entonces no se registra la nutria de río en la región. Este fenómeno ya se había presentado en septiembre de 1944.
En el año 2015, los ecosistemas en el municipio de Caxhuacan se encuentran bajo manejo por actividades agropecuarias, la vegetación muestra especies indicadoras de manejo cultural por prácticas agrícolas tradicionales de roza-tumba y ocasionalmente quema, agricultura nómada y de rotación (barbecho o descanso) comunes en toda la región, aunque en las partes menos accesibles se encuentran cafetales abandonados que rápidamente se recuperan a acahuales de selva y también se encuentran algunos relictos de selvas y bosques tropicales. La ganadería se practica de forma extensiva, aunque el relieve y la fragmentación de predios no ha permitido el establecimiento de grandes áreas ganaderas. Se practica la caza y pesca de subsistencia, aunque el mayor impacto a la fauna es por actividades de cacería y pesca furtiva, que de manera irresponsable se lleva a cabo en el municipio bajo esquema de cacería deportiva. Los fragmentos de vegetación estable se presentan a lo largo del río Cempoala, en el puente del Tunkuwini y hacia la zona del Karaskula, escasas áreas menores en la ribera del arroyo Tehuancate.
La cañada del río Cempoala, desde el municipio de Caxhuacan hasta el municipio de Xochitlán y Zapotitlán, aguas arriba, presenta un área mayor de 2380 Ha con vegetación estable y continua de selva mediana y alta perennifolia, con manchones inmersos de encinar tropical y bosque de pino con elementos de bosque mesófilo. Esta región es un importante refugio de fauna en la región, parte de la Región Terrestre Prioritaria RTP-105 "Cuetzalan".

## Población
De acuerdo con INEGI, en 2020 el municipio de Caxhuacan presentó 3811 habitantes, de los cuales 1995 son mujeres y 1816 son hombres. De la totalidad de habitantes, 3657 personas han nacido en el municipio.

### Grupos étnicos
La población del municipio de Caxhuacan pertenece a la etnia totonaca, en el municipio hay 2866 personas bilingües que hablan el idioma totonaco y el idioma español, así como 330 personas que solo hablan totonaco, el restante número de personas, aproximadamente 751, habla solamente español. Los datos oficiales indican una población indígena de 3118 personas; sin embargo, en el sentido estricto de población oriunda este número es equivalente a las personas que son originarias del municipio; en el sentido habitual de preservación de la cultura tradicional no europea u occidental, el número de personas puede ser inferior, ya que las tradiciones organizativas de la cultura totonaca han ido desapareciendo gradualmente y desde finales del siglo XX se ha acentuado por fenómenos de globalización e incluso por acción de programas educativos oficiales poco incluyentes.

### Demografía
Se muestran los datos poblacionales de la población de Caxhuacan en distintos años, las dos primeras cifras fueron obtenidas de la Relación de Tlaxcala (110 tributarios o cabezas de familia) y de la composición de tierras y linderos del pueblo de San Francisco Caxhuacan, a partir de 1921 se pudieron localizar registros confiables de censos nacionales.
| Gráfica de evolución demográfica de Municipio de Caxhuacan entre 1582 y 2020                                                                          |
| |
| Datos estimados obtenidos de registros históricos. Su veracidad es dicutible. Datos estadísticos obtenidos de censos realizados con respaldo oficial. |

| Dinámica poblacional | Dinámica poblacional          |
| Año                  | Población (No. de habitantes) |
| -------------------- | ----------------------------- |
| 1582                 | 110 (tributarios)             |
| 1711                 | 80 familias                   |
| 1921                 | 2148                          |
| 1930                 | 1801                          |
| 1940                 | 1614                          |
| 1950                 | 2305                          |
| 1960                 | 2673                          |
| 1970                 | 2785                          |
| 1980                 | 2266                          |
| 1990                 | 3187                          |
| 1995                 | 3166                          |
| 2000                 | 3508                          |
| 2005                 | 3457                          |
| 2010                 | 3791                          |
| 2020                 | 3811                          |

### Marginación
La marginación en el municipio de Caxhuacan se da principalmente como una desventaja de tipo económico, alimentario, de servicios y profesional. El municipio ocupa el lugar estatal 76 en grado de marginación, que CONAPO lo clasifica como de ALTA MARGINACIÓN. El rezago social y de desarrollo humano es calificado como MEDIO.
En 2007 el 43,89% de la población del municipio es considerada en pobreza alimentaria, mientras que el 53,26% se considera con pobreza de capacidades y el 74,19% se encuentra en pobreza patrimonial.
Del año 2000 al 2005 el municipio disminuyó su índice de marginación en 0,52 por lo que empeoró 38 lugares en el contexto estatal y 324 lugares en el contexto nacional. Pese a esto, en el mismo periodo el municipio disminuyó el porcentaje de población en pobreza alimentaria 20,95 puntos porcentuales, mejoró 7 lugares en el contexto estatal. También disminuyó el porcentaje de población en pobreza de capacidades 19,39 puntos porcentuales, mejoró 8 lugares en el contexto estatal. Así también el porcentaje de población en pobreza de patrimonio se redujo 11,68 puntos porcentuales por lo cual disminuyó 4 lugares en el contexto estatal.

### Vivienda
En 2010, INEGI registró un total de 1011 viviendas con un promedio de 4,23 habitantes por vivienda. 144 viviendas con piso de tierra y 165 viviendas las constituye un solo cuarto. 841 poseen electricidad y 825 agua entubada. 851 viviendas poseen excusado o letrina así como 854 poseen drenaje. 120 viviendas en el municipio carecen de estos servicios.
Los materiales más utilizados para la construcción de las viviendas son block, adobe de cemento y arena, piedra caliza, bagazo de maíz, láminas de cartón y galvanizada, y en menor medida el ladrillo y la madera.

### Educación
La infraestructura educativa de Caxhuacan consta de las siguientes escuelas:
| Infraestructura educativa               | Infraestructura educativa    | Infraestructura educativa |
| Nivel educativo                         | Nombre de la escuela         | localidad                 |
| --------------------------------------- | ---------------------------- | ------------------------- |
| Educación inicial                       | Educación inicial            | Caxhuacan                 |
| Preescolar indígena                     | Angélica Castro De La Fuente | Caxhuacan                 |
| Preescolar indígena                     | CONAFE Kukuchuchut           | Cucuchuchut               |
| Preescolar general                      | Caxhuacan                    | Caxhuacan                 |
| Primaria indígena                       | Kalakgajna                   | Caxhuacan                 |
| Primaria federal                        | Ignacio Manuel Altamirano    | Caxhuacan                 |
| Primaria federal                        | Narciso Mendoza              | Cucuchuchut               |
| Primaria para adultos                   | Vasco de Quiroga             | Caxhuacan                 |
| Secundaria federal                      | José Vasconcelos             | Caxhuacan                 |
| Educación media superior (Bachillerato) | Justo Sierra                 | Caxhuacan                 |
| Educación media superior (Preparatoria) | Ricardo Flores Magón         | Caxhuacan                 |

En la cabecera municipal de cuenta con una biblioteca pública, algunas escuelas tiene su propia biblioteca.
El grado de educación del municipio en 2005 fue de 5.7 y en 2010 de 6.19.
En 2010 se registraron 713 personas mayores a 15 años analfabetas, 21 personas en edad escolar que no saben leer y escribir
, 1282 personas que acuden a la escuela, así como 184 personas que estudian el nivel superior. 597 personas de Caxhuacan tiene educación superior (carreras técnicas, profesionales, especialidad, maestría, doctorado o postdoctorado).
La educación superior se obtiene de escuelas foráneas, algunas cercanas como la Universidad Intercultural del Estado de Puebla UIEP, en Lipuntahuaca, Huehuetla; la Universidad del Desarrollo del Estado de Puebla UNIDES Archivado el 7 de febrero de 2012 en Wayback Machine. o e instituciones de educación superior en Zacapoaxtla, Cuetzalan, Teziutlán, Puebla, etc.

### Salud
La atención a la salud en el Municipio de Caxhuacan se proporciona a través de una unidad médico rural, una clínica IMSS - SOLIDARIDAD y tres casas de salud en sus localidades. En el municipio, en 2010, se registraron 1800 personas sin derechohabiencia a servicios de salud, 1969 con derechohabiencia a servicios de salud pública y 454 personas inscritas al seguro popular.
En 2005 se registró una tasa de natalidad de 30.4 %; una tasa de mortalidad de 6.9 % y una tasa de mortalidad infantil nula.
En el municipio se registraron en 2010, 241 personas con limitación en la actividad, 59 personas con limitaciones visuales, 13 personas con limitaciones del habla, 36 con limitaciones auditivas y 13 personas con limitación mental.
La medicina tradicional es muy utilizada por los indígenas totonacos y según su cosmovisión, el origen de las enfermedades lo atribuyen a tres elementos fundamentales; causas naturales, causas sobrenaturales y brujería. En la comunidad existen personas que se dedican a la curación de enfermedades por medio de la medicina tradicional, sin embargo, en la actualidad existe una clínicas y
centros de salud donde los enfermos son atendidos por enfermeras y un médico, aunque con equipo y medicamentos limitado.
En los municipios vecinos de Huehuetla e Ixtepec se encuentran hospitales regionales, donde se atienden problemas de salud mayores o que requieran intervención quirúrgica u hospitalización.

### Religión
La población de Caxhuacan es mayoritariamente católica, en 2010 se registraron 3646 personas con esta filiación religiosa, 67 personas con filiación religiosa distinta o atea. Otras religiones presentes son los Testigos de Jehová y Adventistas.

## Actividades económicas
En el municipio, en 2010, se registraron 1241 personas económicamente activas, de las cuales 1190 tiene ocupación mientras 51 permanecen desempleadas.
Las actividades económicas principales de Caxhuacan se definen de la siguiente manera:
Sector primario
El 70% de la población del municipio se dedica a esta actividad, que está constituida principalmente por la agricultura y ganadería de subsistencia. El café es el producto que en la actualidad es la base de la actividad económica, debido a este cultivo se han dejado de sembrar otros productos como el maíz o el frijol, cuando son cultivados estos últimos productos sólo se utilizan para el autoconsumo. El café que se produce en la región es del tipo arábigo, la cosecha o corte de café se realiza en los meses de noviembre, diciembre y enero y su producción varía de acuerdo al clima.
La ganadería es de subsistencia, se maneja principalmente ganado bovino con manejo extensivo, en menor medida porcinos, aves de corral, ovino o caprino para autoconsumo. No existe el manejo técnico del ganado debido a la crianza tradicional fuertemente arraigada además de la limitante del relieve escarpado de los terrenos del municipio.
La caza se desarrolla bajo el esquema de caza de especies menores, así como la pesca, ambas de tipo furtiva, ya que no se respetan vedas, no se tiene registro de armas para la cacería pero se utilizan calibres menores; en terrenos ajenos y propiedad federal la caza y pesca se lleva a cabo con artilugios prohibidos (veneno, explosivos, trampas), violando las imposiciones federales de ley con respecto a caza y pesca.
Sector secundario
Caxhuacan no tiene mayor relevancia en este rubro. Se tienen como actividades de este sector a la confección de ropa para caballero sobre medida, molienda de nixtamal, panadería y paletería. La construcción se desarrolla de manera residencial y temporalmente para obra pública, con baja tecnificación y calidad. No hay industria de transformación, explotación minera o maquila.
Sector terciario
Casi el 20% de la población de Caxhuacan se trabaja en este sector. El sector terciario está constituido por comercio y servicios está representado los establecimientos comerciales, abarrotes, misceláneas, mercerías, farmacias y panaderías. El sector servicios está dominado por trabajadores de la educación, la mayor parte de las personas que laboran en docencia trabajan en o cerca del municipio.
Caxhuacan presenta un edificio de usos múltiples donde se establece el mercado o tianguis los días viernes de cada semana, donde se ofrecen los productos tanto de la localidad como foráneos, sin embargo, la mayor disponibilidad de productos se encuentran en los tianguis de las poblaciones vecinas de Huehuetla e Ixtepec, o en la ciudad de Zacapoaxtla, que es el centro económico de la región.
En la cabecera municipal existen establecimientos comerciales fijos, tiendas donde venden diversos productos, panaderías, servicios de reparación de neumáticos o calzado, fondas, taquerías, internet, telefonía pública y pequeños hoteles.
La cabecera municipal cuenta con servicios de telefonía pública y de líneas privadas e internet. Se cuenta con una repetidora local y servicios privados de televisión por satélite.

### Infraestructura
Vías de comunicación
Caxhuacan cuenta con accesos pavimentados, la principal ruta de acceso proviene de la carretera Zacapoaxtla-Cuetzalan, vía Jonotla, Tuzamapan y Zozocolco de Guerrero, que también da acceso hacia Papantla], Poza Rica y al vecino municipio de Huehuetla. Cuenta con una segunda ruta vía Zapotitlán de Méndez hacia Zacapoaxtla y Zacatlán, esta ruta tiene dos accesos de Ixtepec, vía directa o por San Juan Ocelonacaxtla, así como un acceso reciente por San Miguel Atlequizayán. Existen caminos reales o de herradura en mal estado y sin mantenimiento. Existen múltiples caminos y veredas de acceso a terrenos de cultivo en todo el territorio municipal.
No existen otras vías de comunicación, no se dispone de pista de aviación, esta última fue cancelada en 1984, ofertaba servicios de transporte de pasajeros a Cuetzalan y Papantla.
En 2020, se dispone de transporte público; una corrida diaria de camiones de pasajeros con destino a la ciudad de Puebla, varias corridas diarias de camionetas tipo van, que salen de la cabecera hacia Zacapoaxtla y Zacatlán, camionetas tipo pick-up para transporte local de pasajeros a Ixtepec, San Juan Ocelonacaxtla y Huehuetla que ofrecen el servicio con frecuencia diariamente.
La infraestructura deportiva se compone de múltiples canchas de baloncesto, que es el deporte más practicado, así como una cancha de fútbol y una unidad deportiva.

## Cultura

### Sitios de interés
- Sitios arqueológicos:

Cueva Kaltziyat: ubicada hacia el río Cempoala, bajo la sombra del Xihuixcol, que fue habitada antes de la formación de Caxhuacan, se encuentran trozos de vasijas rotos y un tecorral de piedra, así como un pequeño túnel de 5 m excavado en la roca, no se tienen mayores datos.
Shashanchiwix: Aunque este sitio está en terrenos del municipio vecino de Zozocolco de Hidalgo, Ver. está más cerca de Caxhuacan; consta de una plataforma amplia formada en la loma de un cerro de 70x180 m. Hay una pequeña pirámide de unos 5 m de alto y un juego de pelota, actualmente son terrenos de labor.
- Iglesia de San Francisco de Asís.
- Cueva del aire.
- Miradores Cajacán y Xihuixcol
- Río Cempoala

### Fiestas
| Fiestas civiles                           | Fiestas civiles   |
| Festejo                                   | Fecha             |
| ----------------------------------------- | ----------------- |
| Aniversario de la Independencia de México | 16 de septiembre. |
| Aniversario de la Revolución mexicana     | 20 de noviembre.  |

| Fiestas religiosas                        | Fiestas religiosas       |
| ----------------------------------------- | ------------------------ |
| Semana Santa                              | jueves y viernes Santos. |
| Día de la Santa Cruz                      | 3 de mayo.               |
| Fiesta en honor de la Virgen de Guadalupe | 12 de diciembre.         |
| Día de Muertos                            | 2 de noviembre.          |
| Fiesta patronal a San Francisco de Asís   | 4 de octubre.            |

### Tradiciones
- Danzas para la Fiesta Mayor (4 de octubre) y Semana Santa: Los Voladores, Los Quetzales, Los Huehues, Los Toreadores, Los Negritos, Los Santiagueros y Los San Migueles.
- El paseo en burro, ahorcamiento y "tronada" del Judas (Semana Santa).
- Repique de Campanas nocturno (Todos Santos).
- Las Mayordomías.
- Las ceras (vistosos estandartes a base de flores hechas con cera de abeja y papel metálico).
- Preposadas y Los Pastorcitos, Acostada del niño Dios (Navidad).
- Elevación de globos aerostáticos de papel de China, tradición de más de 30 años, con demostraciones y concursos (2 de noviembre).
- Concurso de disfraces confeccionados con la mano de obra de los propios habitantes, presentando sus mejores diseños con material de reúso (noviembre).
- Carrera de antorchas realizando un recorrido por las calles principales de la población (septiembre).

### Música
Huapango huasteco y música autóctona para las danzas.

### Gastronomía Particular
- Xquíjit: frutos comestibles de una planta (Renealmia alpinia) cocinadas con carne de cerdo, ave y cilantro extranjero (Eryngium foetidum).
- Paxni-kaka: variedad especial de quelites guisados con ajonjolí, chile picante y "agrio" -tallo de begonia-. También se suelen elaborar tamales con él
- Pulaklas: tamales -masa de maíz aderezada con sal y manteca o aceite, cocida al vapor en hojas de mazorca, plátano o xquíjit, usualmente rellena o combinada con salsas, verdura, carne o queso
- Frijoles enchilados y tamales de frijoles enchilados: usualmente rellenos de chicharrón de cerdo
- Tamales de Quíxtak: variedad de quelite, usualmente rellenos con queso
- Panes especiales (pan compuesto): relleno de queso o chocolate y pan de muerto
- Pan "fino" y pan "corriente": amasado a mano y cocido en horno de leña
- Acamayas de río: sólo en temporada
- Atole agrio: bebida caliente a base de maíz fermentado, molido y cocido con azúcar o panela, con o sin canela, típico de diciembre
- Memelitas de plátano: Masa hecha con plátano pera o bolsa molido con azúcar, canela, huevo y harina de trigo; frito y espolvoreado de azúcar o azúcar de canela
- Dulce de leche: hecho de leche, azúcar, canela y harina de arroz hervida y espesada, decorada con uva pasa y servida fría
- Dulce de guayaba: hecho con guayaba, azúcar, con o sin leche, hervido hasta espesar
- Ponche: bebida que se servía hace generaciones en épocas de frío, cuya base era infusión de ruda, huevo crudo batido enérgicamente y con un toque de aguardiente.
- Postre de leche: pan base más manjar de base agua o leche, generalmente de color fucsia, que solía venderse por las calles o ferias

## Gobierno
Su forma de gobierno es democrática y depende del gobierno estatal y federal; se realizan elecciones cada 3 años, en donde se elige al presidente municipal y su gabinete. El presidente municipal en 2015 es el C. Plutarco Domínguez Aguilar.
El municipio cuenta con 4 localidades, las cuales dependen directamente de la cabecera del municipio:
- Caxhuacan (cabecera municipal).
- Cucuchuchut.
- Capín.
- Paltam.

### Cronología de Presidentes Auxiliares
Se listan los Presidentes de la Junta Auxiliar de Caxhuacan, Huehuetla, Puebla. Esta información fue tomada del Archivo Municipal de Huehuetla, Pue.
| Presidentes auxiliares | Presidentes auxiliares                                                                  |
| Ciclo de gobierno      | Cargo y Nombre(s) de la(s) autoridad(es)                                                |
| ---------------------- | --------------------------------------------------------------------------------------- |
| 1881-1882              | Presidente: Pedro Santiago. Secretario: José María González. Regidor: Gabriel A. Lobato |
| 1882-1883              | Presidente: Juan Hernández. Secretario: Gabriel Ángeles Lobato                          |
| 1883-1888              | Presidente: Gabriel A. Lobato. Secretario: José María González                          |
| 1888-1891              | Presidente: Manuel Vázquez                                                              |
| 1891-1897              | Presidente: Ambrosio Castañeda                                                          |
| 1897-1901              | Presidente: Francisco S. Hernández. Secretario: Luis B. Cadena                          |
| 1902–1905              | Presidente: Manuel Hernández. Secretario: Ismael Lecona                                 |
| 1905–1906              | Presidente: José Vázquez. Secretario: Ismael Lecona                                     |
| 1906–1907              | Presidente: Francisco G. Rosas. Secretario: Guadalupe Barrios                           |
| 1907–1910              | Presidente: Braulio González. Secretario: Guadalupe Barrios                             |
| 1910–1913              | Presidente: Braulio González: Secretario: Emilio Herrero/Ángel L.                       |
| 1913–1916              | Presidente: Rómulo Párraga. Secretario: Trinidad González                               |
| 1916–1917              | Presidente: Frumencio Castañeda Nava. Secretario: Juan Nava                             |
| 1917                   | Presidente: Ramón Ramírez. Secretario: Raúl Galindo                                     |
| 1917–1921              | Presidente: Miguel Castañeda                                                            |
| 1921–1922              | Presidente: Modesto Castañeda Manzano                                                   |
| 1922–1925              | Presidente: Ernesto Luna Hernández                                                      |
| 1925                   | Presidente: Ernesto Luna Hernesto Luna. Secretario: Arturo A. Sosa                      |
| 1925                   | Presidente: Juan Juárez                                                                 |

### Cronología de Presidentes Municipales
| Presidentes municipales | Presidentes municipales                                    |
| Ciclo de gobierno       | Nombre                                                     |
| ----------------------- | ---------------------------------------------------------- |
| 01/1951-03/1952         | Ezequiel Nava Ruano (Presidente del Consejo Mpal.)         |
| 03/1952-05/1952         | Alfonso Castañeda Castañeda (Presidente del Consejo Mpal.) |
| 05-06/1952              | Fidel Castañeda Castañeda (Presidente del Consejo Mpal.)   |
| 1952–1954               | Francisco Ramírez                                          |
| 1954–1957               | Juan Moreno Moreno                                         |
| 1957–1960               | Heriberto Castañeda Domínguez                              |
| 1960–1963               | Santafé Castañeda Lobato                                   |
| 1963–1966               | Virgilio Domínguez Hernández                               |
| 1966–1969               | Heriberto Castañeda Domínguez                              |
| 1969–1972               | Abelardo E. Bonilla                                        |
| 1972–1975               | Santafé Castañeda Lobato                                   |
| 1975–1978               | Armando Castañeda Nava                                     |
| 1978–1981               | Socorro Alejandro Castañeda Lobato                         |
| 1981–1984               | Abraham Lobato Domínguez                                   |
| 1984–1987               | Gabriel García Castañeda                                   |
| 1987–1990               | Juan Gaona Sánchez                                         |
| 1990–1993               | Facundo Nava Fernández                                     |
| 1993–1996               | Etelberto Castañeda Nava                                   |
| 1996–1999               | Filogonio Aliberth Bonilla Domínguez                       |
| 1999–2002               | Efraín Mendoza Maya                                        |
| 2002–2005               | Rupertino Mora Castañeda                                   |
| 2005–2008               | Antonio Rubén Mora Nava                                    |
| 2008–2011               | Filogonio Aliberth Bonilla Domínguez                       |
| 2011–2014               | Manuel Rodríguez Santiago                                  |
| 2014–2018               | Plutarco Domínguez Aguilar                                 |
| 2018–2021               | Xóchitl Domínguez Cortés                                   |
| 2021–2024               | Antonia Pérez Díaz                                         |
| 2024–2027               | Silverio Santiago Castañeda                                |